# Fernand Jourdant
Fernand Jourdant (Flers, 3 febbraio 1903 – Tolosa, 2 gennaio 1956) è stato uno schermidore francese, vincitore di una medaglia d'oro nella scherma ai giochi olimpici.

## Palmarès
In carriera ha ottenuto i seguenti risultati:
- Giochi olimpici:

Los Angeles 1932: oro nella spada a squadre.
- Mondiali di scherma

Vichy 1927: argento nella spada individuale.
Vienna 1931: argento nella spada a squadre.